# Jimi Maximin
Pour les articles homonymes, voir Maximin.

a Compétitions nationales et continentales officielles uniquement.

b Matchs officiels uniquement.
Dernière mise à jour le 10 décembre 2024.
Jimi Maximin, né le 3 avril 1999 à Paris, est un joueur français de rugby à XV jouant au poste de deuxième ligne avec la Section paloise.

## Biographie

### Jeunesse et formation
Jimi Maximin est né le 3 avril 1999 à Paris dans le 14e arrondissement. Il grandit à Bouville, en Eure-et-Loir, aux côtés de son frère cadet, Samuel.
Après avoir débuté par la pratique du football, Maximin découvre le rugby à XV à l’âge de 11 ans au Rugby Club Bonnevalais. Après un passage d’un an au CERF (Centre d’Entraînement Régional Fédéral) de Tours, en parallèle de sa formation au Rugby Chartres Métropole, il intègre le Centre Haute Performance du Montpellier Hérault Rugby lors de la saison 2015-2016.

### Carrière professionnelle
Maximin fait ses débuts en Top 14 le 10 mars 2018 contre le Racing 92 lors de la saison 2017-2018, entrant en jeu pour 6 minutes. Il dispute quatre rencontres cette saison, toutes en tant que remplaçant. Maximin est appelé en équipe de France des moins de 20 ans et participe au Tournoi des Six Nations des moins de 20 ans 2018.
Cependant, ses deux saisons suivantes (2018-2019 et 2019 -2020) sont impactées par une rupture des ligaments croisés, puis la pandémie de Covid-19, qui l'empêche d'obtenir du temps de jeu.
En 2020, Maximin rejoint la Section paloise, mais évolue avec l’équipe Espoirs lors de la saison 2020-2021, en raison notamment d’une blessure aux ischio-jambiers. Sa progression est soutenue par Sébastien Piqueronies, qui mise sur la jeunesse du centre de formation. Maximin prolonge son contrat jusqu’en 2023.
Cherchant plus de temps de jeu, il est prêté au Stado Tarbes Pyrénées rugby en Nationale pour la saison 2021-2022 et participe à la tournée des Barbarians français aux États-Unis en juin 2022. Les Baa-baas s'inclinent 26-21 le 1er juillet 2022 face à la sélection américaine au SaberCats Stadium de Houston. 
En octobre 2022, Jimi Maximin est une nouvelle fois prêté pour une durée de cinq semaines au Stado Tarbes Pyrénées rugby. Durant cette période, il partage son emploi du temps entre les deux clubs : il s’entraîne avec la Section les lundis et mardis, avant de rejoindre Tarbes pour la fin de semaine sous la direction des entraîneurs Fabien Fortassin et Stéphane Ducos. En novembre 2022, il est de nouveau appelé avec les Barbarians français, dans un groupe de 23 joueurs, pour affronter les Fidji au Stade Pierre-Mauroy, mais n'entre pas en jeu. 
En janvier 2023, il est prêté en Pro D2 au Rouen Normandie rugby, où il dispute 10 matchs et inscrit un essai, sous la houlette de son ancien entraineur palois Nicolas Godignon. Pour la saison 2023-2024, il retrouve Rouen, cette fois aux côtés de son frère Samuel.
Au début de la saison 2024-2025, Jimi Maximin réintègre la Section paloise. Six ans après ses débuts en Top 14 à l'âge de 18 ans, il retrouve l'élite du rugby français au stade Marcel-Deflandre de La Rochelle, lors d'une défaite des sectionnistes face aux locaux sur le score de 49-25. Maximin engrange du temps de jeu sur la première partie de la saison, inscrivant notamment un essai en Top 14 face au Lyon OU, puis un autre en Challenge Cup face aux Newcastle Falcons. Sous la direction de Piqueronies, il s'impose progressivement dans l'effectif professionnel, après avoir progressé sur le plan mental durant ses prêts en Nationale et en Pro D2. En fin de contrat en juin 2025, Maximin prolonge son contrat de deux saisons supplémentaires en janvier 2025, jusqu’en 2027,.   
Malheureusement, en janvier 2025, lors d’une victoire contre l’ASM Clermont Auvergne, Maximin se blesse gravement au genou, et son indisponibilité est estimée à plusieurs mois,.   